# Старобельский медицинский колледж
Старобельский медицинский колледж (укр. Старобільський медичний коледж) - высшее учебное заведение в городе Старобельск Старобельского района Луганской области Украины.

## История
Учебное заведение было создано в 1932 году как медицинская школа, которая начала работу 10 октября 1932 года и занималась подготовкой средних медицинских работников. 
После того, как через Старобельск была проложена железная дорога Москва - Донбасс и в 1938 году он стал районным центром Луганской области, значение города как образовательного и культурного центра увеличилось.
В ходе Великой Отечественной войны с 13 июля 1942 года до 23 января 1943 года город был оккупирован немецкими войсками, но сразу же после освобождения города началось его восстановление.
В соответствии с четвёртым пятилетним планом восстановления и развития народного хозяйства СССР Старобельская медицинская школа была восстановлена и в 1948 году возобновила работу.
В 1952 году учебное заведение начало подготовку медсестёр и в 1954 году было преобразовано в Старобельское медицинское училище.
1 декабря 2006 года решением Луганского областного совета учебное заведение было переименовано в Старобельское областное медицинское училище.
7 ноября 2017 года училище было реорганизовано в Старобельский медицинский колледж.

## Современное состояние
Колледж является коммунальным высшим учебным заведением I уровня аккредитации, которое осуществляет подготовку специалистов на двух отделениях: «Лечебное дело» (с присвоением квалификации "фельдшер") и «Сестринское дело» (с присвоением квалификации "медицинская сестра").